# Ellsworth, Minnesota
Ellsworth är en ort i Nobles County i delstaten Minnesota, USA.